# Mimoclystia edelsteni
Mimoclystia edelsteni là một loài bướm đêm trong họ Geometridae.